# Sturnira burtonlimi
Sturnira burtonlimi is een vleermuis uit de familie van de bladneusvleermuizen van de Nieuwe Wereld (Phyllostomidae). 

## Voorkomen
Sturnira burtonlimi werd in 1995 voor het eerst waargenomen nabij Santa Clara in de in provincie Chiriquí in het zuidwesten van Panama. Daarnaast werd de soort waargenomen in de provincie Cartago in Costa Rica. De wetenschappelijke beschrijving volgde in 2014. Sturnira burtonlimi leeft in bergbossen tussen 1.290 en 1.500 meter boven zeeniveau.

## Kenmerken
Sturnira burtonlimi is een middelgrote geelschoudervleermuis van 70 tot 72 centimeter lang met een gewicht van circa 19 gram. De lange, wollige vacht is donkerbruin van kleur.